# 3645 Фабіні
3645 Фабіні (3645 Fabini) — астероїд головного поясу, відкритий 28 серпня 1981 року.
Тіссеранів параметр щодо Юпітера — 3,352.